# Église Sainte-Marie de Molitg
Pour les articles homonymes, voir église Sainte-Marie.

L'église Sainte-Marie de Molitg est une église en partie romane située à Molitg-les-Bains, dans le département français des Pyrénées-Orientales.